# Alburnus schischkovi
Alburnus schischkovi — вид коропоподібних риб роду верховодка (Alburnus), родини ялецевих (Leuciscidae). Вид перебуває під загрозою зникнення через обміління річок в ареалі виду.

## Ареал
Поширений у річках басейну Чорного моря: Велека в Болгарії і Резовська в Туреччині. Ареал виду охоплює лише близько 2000 км², а області нерестовищ оцінюється менш ніж у 500 км². Не виключено, що верховодки з річок на північ від Камчиї (Болгарія) також належать до цього виду.

## Місця проживання
Вид річковий. Мігрує у верхів'ї приток на нерест. Нереститься в канавках з важкими потоком на гравії дна.

## Харчування
Живиться планктоном і личинками комах. Шукає їжу на нижній частині річки (дні), близько до поверхні.

## Загрози та значення
Серйозною загрозою для виду є важке зниження рибних запасів, через комерцію, спортивну риболовлю та браконьєрство. Посуха також є потенційною загрозою для заснування видів — нересту, переважно через зниження річного стоку річки Велека.